# Видигал, Жозе Луиш
Жозе́ Луи́ш да Круш Видига́л (порт. Jose Luis da Cruz Vidigal; 15 марта 1973, Луанда, Ангола), более известный как Видига́л (порт. Vidigal) — португальский футболист, полузащитник.
За время своей профессиональной карьеры игрока играл в клубах Италии и Португалии. Сыграл 15 матчей за сборную Португалии, участник Олимпийских игр 1996 года и чемпионата Европы 2000 года.

## Карьера
Жозе Луиш Видигал начал свою карьеру в молодёжной команде португальского клуба «Элваш» в 1990 году. В 1994 году Видигал перешёл в клуб второго португальского дивизиона «Эшторил-Прая», где отыграл один сезон и провёл 27 матчей.
На следующий год Жозе Видигал подписал контракт со «Спортингом». Свой первый матч в чемпионате Португалии Видигал провёл 20 августа 1995 года в гостевом матче против «Порту». Жозе Видигал вышел на замену на 31 минуте матча вместо Карлоса Шавьера. В первом сезоне Видигал провёл за «Спортинг» в чемпионате 17 матчей, один матч в кубке Португалии и два матча в суперкубке Португалии. «Львы» заняли третье место и завоевали право играть в Кубке УЕФА.
23 августа 1996 года в первом туре сезона 1996/97 против «Эшпинью» Жозе Видигал забил первый гол в чемпионатах Португалии. На 39-й минуте матча при счёте 1:1 Видигал забил победный гол и помог «Спортингу» одержать победу со счётом 3:1. Всего в сезоне Видигал провёл 20 матчей в чемпионате Португалии и забил 3 гола. По итогам сезона «Спортинг» занял второе место в чемпионате и пробился в Лигу чемпионов.
На следующий сезон Жозе Видигал провёл в португальской лиге 22 матча и забил один гол. 8 мая 1998 года в домашнем матче 33-го тура против «Белененсиша» Жозе забил единственный гол в матче на 85-й минуте матча и принёс «Спортинг» очередную победу в чемпионате. Также в этом сезоне Видигал сыграл первый матч в Лиге чемпионов. Дебют состоялся 22 октября 1997 года в третьем туре группового этапа в домашнем матче против ливеркузенского «Байер 04», завершившимся победой «аспириновых» — 2:0. В ответном матче 4-го тура Лиги чемпионов, 5 ноября 1997 года, Жозе Видигал получил две жёлтые карточки на 22-й минуте матча и был удалён с поля. Матч закончился со счётом 4:1 в пользу «Байер 04». Также Жозе Видигал сыграл в матче 6-го тура против бельгийского «Льерса», в котором «Спортинг» одержал победу 2:1. По итогам группового этапа, «львы» заняли третье место в группе, пропустив вперед «Монако» и «Байер 04», и вылетели из турнира.
В сезоне 1999/00 Жозе Видигал вместе со «Спортингом» стал чемпионом Португалии. Футболист провёл 32 матча в чемпионате Португалии и забил один гол. В домашнем матче 10 тура, 6 ноября 1999 года, против «Кампомайоренсе» Жозе Видигал забил победный гол на 84-й минуте матча, и принёс «львам» победу со счётом 1:0.

По итогам турнира «Спортинг» набрал 77 очков и, опередив занявшего второе место «Порту» на 4 очка, стал чемпионом Португалии после 19-летнего перерыва.
По окончании сезона Видигал перешёл в «Наполи». В первом сезоне Жозе провёл за клуб всего 4 игры, а «Наполи» по итогам сезона занял 17 место и вылетел в Серию B. В Серии B за следующие три сезона в составе неаполитанцев Видигал провёл более 80 матчей и забил 10 голов. Сезон 2004/05 Жозе провёл в «Ливорно».
В начале сезона 2005/06 Видигал перешёл в «Удинезе». За чемпионат он провёл 23 игры и забил один гол: в матче 9-го тура 26 октября 2005 года в матче против «Асколи». По окончании сезона, Видигал вернулся в «Ливорно».
За «тёмно-красных» Видигал играл в течение двух сезонов, провёл 36 игр (по 18 матчей в каждом) и забил один гол: в матче против «Пармы» в сезоне 2007/08.
В возрасте 35 лет Жозе Видигал вернулся в Португалию и присоединился к «Эштреле» из Амадоры, которую тренировал его старший брат Литу. В своей первой игре в 4-м туре чемпионата Португалии 28 сентября 2008 года Жозе забил два гола в ворота «Насьонала» и принёс своей команде победу со счётом 2:1. Также Жозе Видигал в отличился в домашнем матче против «Порту» в матче 9-го тура (17 декабря 2008 года).

Всего за сезон Жозе провёл 15 матчей в чемпионате и забил 3 гола. По итогам турнира «Эштрела» заняла 11-е место в чемпионате Португалии, но была исключена из числа участников Лиги Сагриш из-за финансовых проблем. А Жозе Видигал принял решение завершить карьеру футболиста.

## Международная карьера
Дебют Жозе Видигала за сборную Португалии состоялся в товарищеском матче против сборной Бельгии 23 февраля 2000 года (1:1). Видигал был участником Олимпийских игр 1996 года, где сборная Португалии заняла 4-е место, а Жозе участвовал во всех 6-и матчах. В 2000 году Жозе Видигал участвовал в чемпионате Европы, где сборная Португалии проиграла в полуфинале сборной Франции. Последний матч за сборную Видигал сыграл 12 октября 2002 года против сборной Туниса (1:1).

## Личная жизнь
Жозе Луиш Видигал второй из пяти сыновей в семье. Все его братья (Бету, Литу, Тони и Жоржи) были футболистами и выступали за клубы Португалии. Старший брат Лито выступал за сборную Анголы.